# トニー・スタイン
トニー・スタイン（Tony Stein, 1921年9月30日 - 1945年3月1日）は、アメリカ合衆国の軍人。第二次世界大戦中、アメリカ海兵隊の一員として参加した硫黄島の戦いにて名誉勲章を受章した。最終階級は伍長。

## 経歴
1921年、オハイオ州デイトンに生まれる。同地のカイザー・ハイスクール（Kiser High School）を卒業した後、1942年9月22日に海兵隊への入隊を果たした。
新兵訓練の後、スタインは海兵隊の精鋭であるパラマリーンズ（落下傘部隊）に配属された。その後、第3海兵師団第1落下傘連隊第3落下傘大隊本部中隊の一員として、ベララベラ島の戦いやブーゲンビル島の戦いにも参加している。1944年にパラマリーンが解散すると、カリフォルニア州のキャンプ・ペンドルトン海兵隊基地に送り返された。ここで伍長に昇進した後、新設の第5海兵師団にて第28海兵連隊第1大隊A中隊に分隊長として配属された。
1942年のガダルカナル島の戦い以降、前線で戦う海兵隊員の中には、標準的なM1919A4機関銃よりも軽量で射撃速度に優れるとして、墜落した海軍機の残骸から取り外した.30 AN/M2航空機関銃を軽機関銃として転用しようと試みる者が何人かいた。「スティンガー」（Stinger）として知られるモデルは、パラマリーンズのメル・J・グレビッチ軍曹（Mel J. Grevich）がブーゲンビル島の戦いの折に考案した。これはAN/M2にM1ガーランド（銃床）とM1918A2（二脚、リアサイト）の部品を取り付け、引き金にも改造を施したものである。硫黄島への上陸の直前には6丁が製作され、1丁はグレビッチ自身が使用し、残りは彼が信頼する5人の機関銃手に託された。トニー・スタインはそのうちの1人だった。
1945年2月19日、スタインは硫黄島への上陸に参加する。部隊が内陸部へ進出した後、スタインは「スティンガー」を用いて日本軍のトーチカ群を攻撃、破壊した。この時、彼は弾薬を補給する為に合計8度も海岸の陣地と前線とを行き来し、その度に負傷した海兵隊員たちを連れ帰ってきたという。この功績から、彼は後日名誉勲章を授与された。
その後、第28海兵連隊は摺鉢山への攻撃に参加し、2月23日には頂上に星条旗が掲げられた（硫黄島の星条旗）。スタインは摺鉢山を巡る戦闘の中で負傷し、病院船へと送られた。彼が治療を受けている頃、前進した第28海兵連隊は島の西部にあった362A高地（Hill 362A）として知られる要塞化された陣地への攻撃を図り、多数の死傷者を出していた。これを聞いたスタインは病院船を抜け出し、連隊へと復帰した。3月1日、スタインは19人の兵士を率い、A中隊を釘付けにしていた機関銃陣地付近の偵察に向かったが、この際に日本兵からの狙撃を受け戦死した。
1946年2月19日、オハイオ州知事庁舎で催された式典の中で、スタインの未亡人はフランク・ラウシェ知事からスタインが受章した名誉勲章を手渡された。
当初、スタインの遺体は硫黄島の第5師団墓地に埋葬されていたが、終戦の後に改葬を行うべく故郷デイトンへと送り返された。1948年12月17日、聖母ロザリー教会（Our Lady of the Rosary Church）による葬儀が行われ、スタインは最高級の軍隊葬をもってカルバリー墓地（Calvary Cemetery）に埋葬された。
1972年に就役したノックス級フリゲート「スタイン」は、彼の名にちなんで命名された。

## 名誉勲章勲記
スタインに授与された名誉勲章の勲記には、次のように記されている。